# Boyband
Boyband er betegnelse for en musikgruppe bestående af kun drenge eller unge mænd. Et boyband er typisk styret af en producer, som også ejer bandnavnet. Ofte spiller de ikke på egne instrumenter, men det kan dog forekomme (Jonas Brothers er et godt eksempel). Det ses ofte at medlemmerne ud over at synge, også danser. Der er oftest 5 medlemmer i et boyband. 
Betegnelsen boyband opstod i 1980'erne, men konceptet boyband har en lang tradition i musikindustrien. De tidlige Barbershop-grupper med typisk 4 unge mænd, gjorde a capella populært i begyndelsen af 1900-tallet, havde en række træk af boyband. Doo-wop-grupperne i 1940'erne og 1950'erne (bl.a. den amerikanske farvede 4-mands doo-wop gruppe The Ink Spots) havde tilsvarende en række af de karakteristika, der definerer et boyband. I slutningen af 1960'erne og begyndelsen af 1970'erne opstod en række grupper, der blev kraftigt markedsført af pladeselskaberne og som opnåede stor kommerciel succes, eksempelvis The Osmonds og The Jackson 5.

## Udvalgte danske boybands
- C21
- Citybois
- Fortyfive Degrees
- Fu:el
- In-Joy
- Lighthouse X
- Page Four
- Unite
- Wasteland

 Der er for få eller ingen kildehenvisninger i denne artikel, hvilket er et problem. Du kan hjælpe ved at angive troværdige kilder til de påstande, som fremføres i artiklen.

| Musik | Spire Denne musikartikel er en spire som bør udbygges. Du er velkommen til at hjælpe Wikipedia ved at udvide den. |